# Bahnstrecke Volos–Paleofarsalos
| Bahnhof Volos, 1995 |                     |                                 |                                 |
| Streckenlänge: | 111 km              |                                 |                                 |
| Spurweite: | 1000 mm (Meterspur) |                                 |                                 |
| |                     |                                 |                                 |
| \| \| \| Volos Hafen \| \| \| \| \| von Milies (600 mm) \| \| \| \| 0,0 \| Volos \| 3 m \| \| \| \| nach Larisa (1435 mm) \| \| \| \| 11,1 \| Latomio \| 133 m \| \| \| 17,2 \| Agio Georgios \| Agio Georgios \| \| \| 19,0 \| Velestino \| 79 m \| \| \| 23,0 \| Stasis Velestino \| Stasis Velestino \| \| \| 32,3 \| Aerino \| Aerino \| \| \| 37,9 \| Chalkodonio \| 229 m \| \| \| 45,5 \| Rigeo \| Rigeo \| \| \| \| Feldbahn Rigeo–Eretria (600 mm) \| \| \| \| 55,4 \| Dasolofos \| 172 m \| \| \| 61,2 \| Sitochoro \| 150 m \| \| \| 62,4 \| Revmatia \| Revmatia \| \| \| \| Enipeas \| \| \| \| \| Anschlussgleis \| \| \| \| 64,4 \| Farsala \| 135 m \| \| \| 71,8 \| Evydrio \| Evydrio \| \| \| 79,3 \| Enotiki \| Enotiki \| \| \| \| von Thessaloniki (1435 mm) \| \| \| \| \| von/nach Kalambaka \| \| \| \| \| von Kalambaka (1435 mm) \| \| \| \| 80,9 \| Paleofarsalos \| Paleofarsalos \| \| \| \| nach Athen (1435 mm) \| \| \| \| \| \| \| \| Quellen: [1] \| \| \| \| |                     |                                 |                                 |
| Betriebsstelle Streckenanfang (Strecke außer Betrieb) |                     | Volos Hafen                     | Volos Hafen                     |
| Abzweig geradeaus und von rechts (Strecke außer Betrieb) |                     | von Milies (600 mm)             | von Milies (600 mm)             |
| Kopfbahnhof Strecke bis hier außer Betrieb | 0,0                 | Volos                           | 3 m                             |
| Abzweig ehemals geradeaus und nach rechts |                     | nach Larisa (1435 mm)           | nach Larisa (1435 mm)           |
| Bahnhof (Strecke außer Betrieb) | 11,1                | Latomio                         | 133 m                           |
| Haltepunkt / Haltestelle (Strecke außer Betrieb) | 17,2                | Agio Georgios                   | Agio Georgios                   |
| Kopfbahnhof Strecke bis hier außer Betrieb | 19,0                | Velestino                       | 79 m                            |
| Haltepunkt / Haltestelle | 23,0                | Stasis Velestino                | Stasis Velestino                |
| Bahnhof | 32,3                | Aerino                          | Aerino                          |
| Haltepunkt / Haltestelle Strecke ab hier außer Betrieb | 37,9                | Chalkodonio                     | 229 m                           |
| Betriebs-/Güterbahnhof Streckenanfang (Strecke außer Betrieb) · Bahnhof (Strecke außer Betrieb) | 45,5                | Rigeo                           | Rigeo                           |
| Strecke nach links (außer Betrieb) · Kreuzung geradeaus unten (Strecken außer Betrieb) |                     | Feldbahn Rigeo–Eretria (600 mm) | Feldbahn Rigeo–Eretria (600 mm) |
| Bahnhof (Strecke außer Betrieb) | 55,4                | Dasolofos                       | 172 m                           |
| Bahnhof (Strecke außer Betrieb) | 61,2                | Sitochoro                       | 150 m                           |
| Haltepunkt / Haltestelle (Strecke außer Betrieb) | 62,4                | Revmatia                        | Revmatia                        |
| Brücke über Wasserlauf (Strecke außer Betrieb) |                     | Enipeas                         | Enipeas                         |
| Abzweig geradeaus und von links (Strecke außer Betrieb) |                     | Anschlussgleis                  | Anschlussgleis                  |
| Bahnhof (Strecke außer Betrieb) | 64,4                | Farsala                         | 135 m                           |
| Haltepunkt / Haltestelle (Strecke außer Betrieb) | 71,8                | Evydrio                         | Evydrio                         |
| Bahnhof (Strecke außer Betrieb) · Betriebs-/Güterbahnhof Streckenanfang (Strecke außer Betrieb) | 79,3                | Enotiki                         | Enotiki                         |
| Kreuzung geradeaus unten (Strecke geradeaus außer Betrieb) · Abzweig ehemals geradeaus und von rechts |                     | von Thessaloniki (1435 mm)      | von Thessaloniki (1435 mm)      |
| Abzweig geradeaus, nach rechts und von rechts (Strecke außer Betrieb) · Strecke |                     | von/nach Kalambaka              | von/nach Kalambaka              |
| Kreuzung geradeaus unten (Strecke geradeaus außer Betrieb) · Abzweig geradeaus und von rechts |                     | von Kalambaka (1435 mm)         | von Kalambaka (1435 mm)         |
| Kopfbahnhof Streckenende (Strecke außer Betrieb) · Bahnhof | 80,9                | Paleofarsalos                   | Paleofarsalos                   |
| Strecke |                     | nach Athen (1435 mm)            | nach Athen (1435 mm)            |
| |                     |                                 |                                 |
| Quellen: |                     |                                 |                                 |

Die Bahnstrecke Volos–Paleofarsalos war eine Bahnstrecke in Thessalien in Griechenland.

## Geschichte
Nachdem das Osmanische Reich 1881 Thessalien an Griechenland hatte abtreten müssen, wollte Griechenland die Erschließung des ihm zugefallenen Gebietes vorantreiben, auch um es gegen osmanische Ansprüche zu sichern. Zu diesem Zweck wurden am 25. Oktober 1882 mit französischem Kapital die Thessalischen Eisenbahnen gegründet.
Wegen der sehr dürftig ausgebauten Infrastruktur im Innern Griechenlands nutzte der Personen- und Güterverkehr damals zu einem erheblichen Teil die Küstenschifffahrt. Verkehrsgeografisch hing das Gebiet in seiner Versorgung so zu einem erheblichen Teil von seinem einzigen Hafen, Volos, ab. Dieser war damit auch Ausgangspunkt des Eisenbahnbaus der folgenden Jahre. Im September 1883 wurde mit dem Bau der Strecke von Volos zur damaligen Provinzhauptstadt Larisa begonnen. Die zweite in Angriff genommene Strecke zweigte in Velestino, 19 km westlich von Volos, von dieser ersten Strecke ab. Sie zielte auf Kalambaka. Der Abschnitt von Velestino nach Farsala der nachmaligen Bahnstrecke Volos–Paleofarsalos wurde am 13. November 1884 eröffnet. All diese Strecken entstanden in der Spurweite von 1000 mm.
1955 übernahm die 1920 gegründete Staatsbahn Sidirodromoi Ellinikou Kratos (SEK) die Thessalischen Eisenbahnen. 1962 wurde die Strecke Volos–Larisa auf Normalspur umgespurt und teilweise neu trassiert, so auch im Abschnitt Volos–Velestino. Die Schmalspurstrecke blieb so zunächst als parallel verlaufende Eisenbahninfrastruktur erhalten, der Bahnhof Volos wurde mit Dreischienengleisen ausgestattet.

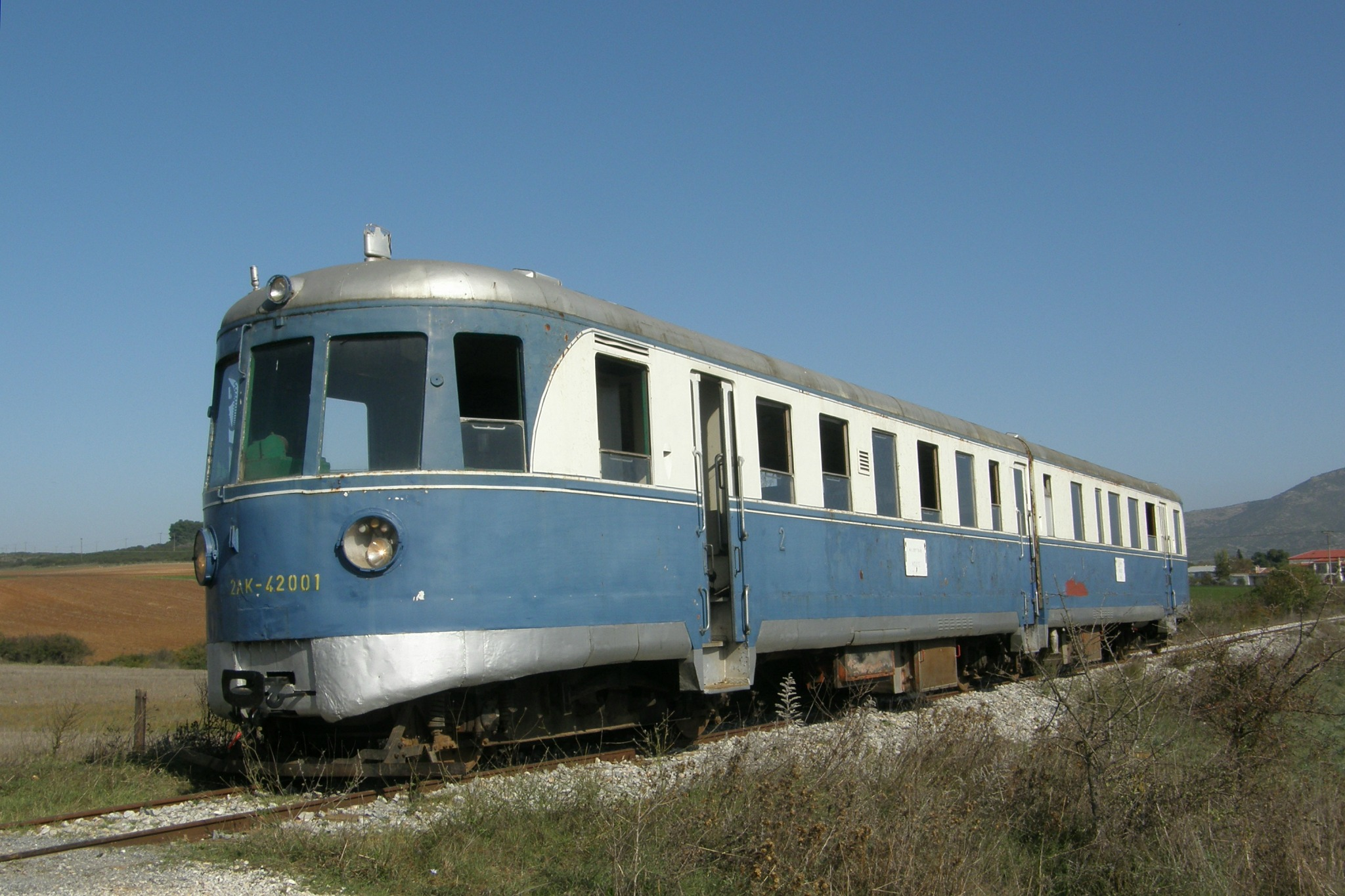
Museumstriebwagen bei Aerino

Ab den 1980er Jahren war die Umspurung der verbliebenen thessalischen Meterspurstrecken mit finanzieller Unterstützung der EU im Gespräch. Nach geringfügigen Vorarbeiten wurde 1998 der Gesamtverkehr zwischen Volos und Kalambaka eingestellt. Während die Bahnstrecke Paleofarsalos–Kalambaka auf Normalspur umgespurt wurde, unterblieb das – wohl aus Kostengründen – im Abschnitt Volos–Paleofarsalos. Die modernen, dort verkehrenden Triebwagen wurden auf die Peloponnes gebracht. Der Abschnitt Velestino–Aerino wird für den Betrieb durch Eisenbahnfreunde mit einem historischen Dieseltriebwagen gelegentlich genutzt. Ab 2001 wurden die Meterspurgleise im Bahnhof Volos abgetragen.